# Cendres et Diamant
Pour plus de détails, voir Fiche technique et Distribution.
Cendres et Diamant (Popiół i diament) est un film polonais réalisé par Andrzej Wajda et sorti en 1958,,.

## Synopsis
Le 8 mai 1945, alors que la capitulation officielle de l'Allemagne nazi est signée à Berlin, dans une petite ville polonaise en liesse, nationalistes et communistes cherchent encore à s’entre-tuer. Deux étudiants nationalistes, Maciek et Andrzej, reçoivent pour mission d’assassiner le secrétaire régional du parti communiste. Mais des innocents sont tués par erreur tandis que celui qui était visé arrive peu après sur les lieux. Affligé par ces luttes fratricides et le sang inutilement versé, Maciek trouve l'oubli et l’amour entre les bras d’une jeune serveuse de café. Mais le chef des nationalistes le relance pour qu’il exécute sa mission.

## Fiche technique
- Titre original : Popiół i diament
- Titre français : Cendres et Diamant
- Réalisation : Andrzej Wajda, assisté de Janusz Morgenstern
- Scénario : Andrzej Wajda et Jerzy Andrzejewski d'après son roman
- Décors : Roman Mann
- Costumes : Katarzyna Chodorowicz
- Photographie : Jerzy Wójcik
- Montage : Halina Nawrocka
- Musique : Filip Nowak
- Société de production : Zespół Filmowy Kadr
- Pays d'origine : Pologne
- Format : Noir et blanc - 1,66:1 - Mono - 35 mm
- Genre : Guerre, drame
- Durée : 103 minutes
- Date de sortie : 1958
- Affiche : Macario Gómez Quibus (Espagne)

## Distribution

Ewa Krzyżewska.

- Zbigniew Cybulski : Maciek Chełmicki
- Ewa Krzyżewska : Krystyna
- Wacław Zastrzeżyński : Szczuka
- Adam Pawlikowski : Andrzej
- Bogumił Kobiela : Drewnowski
- Jan Ciecierski : Portier
- Stanisław Milski : Pieniążek
- Artur Młodnicki : Kotowicz
- Halina Kwiatkowska : Staniewiczowa
- Ignacy Machowski : Waga
- Zbigniew Skowroński : Słomka
- Barbara Krafftówna : Stefka
- Aleksander Sewruk : Święcki
- Zofia Czerwinska : Lili, la serveuse au bar
- Wiktor Grotowicz : Franek Pawlicki

## Critiques
« Andrzej Wajda reprend un thème douloureux : le déchirement de la Pologne au lendemain de la Seconde Guerre mondiale. Cette œuvre brillante, pleine d'émotion, parfois même de tendresse, aux images d'une beauté insolite, est essentiellement dramatique et tragique.[...] Le titre même du film est extrait d'un poème évoquant les diamants de l'amour qui scintillent parmi les cendres froides de la guerre. »

## Récompense
- Prix FIPRESCI à la Mostra de Venise 1959.